# Морський вугор
Морський вугор, або конгер (Conger) — рід морських риб з родини Congridae. Містить деякі найбільші види вугрів, що сягають довжини 3 м, таких як морський вугор звичайний. Великі за розміром вугрі спостерігаються вдень в деяких частинах Середземного моря, а також відловлюються біля європейських і північноамериканських берегів.
Одним з важливих промислових об'єктів є Conger myriaster, що традиційно використовується для приготування суші.

## Види
- Conger cinereus Rüppell, 1830
- Conger conger (Linnaeus, 1758) — Морський вугор звичайний, або європейський
- Conger erebennus (Jordan & Snyder, 1901)
- Conger esculentus Poey, 1861
- Conger japonicus Bleeker, 1879 — Морський вугор японський
- Conger macrocephalus Kanazawa, 1958
- Conger myriaster (Brevoort, 1856) — Морський вугор зірчастий
- Conger oceanicus (Mitchill, 1818) — Морський вугор американський
- Conger oligoporus Kanazawa, 1958
- Conger orbignianus Valenciennes, 1842
- Conger philippinus Kanazawa, 1958
- Conger triporiceps Kanazawa, 1958
- Conger verreauxi Kaup, 1856 — Морський вугор південний
- Conger wilsoni (Bloch & Schneider, 1801)